# Lucio Mario Luzzatto
Lucio Mario Luzzatto (Milano, 5 luglio 1913 – Roma, 4 ottobre 1986) è stato un politico italiano. Deputato socialista ed esponente nella Consulta Nazionale.

## Biografia
Cresciuto in una famiglia di tradizioni democratiche, s'impegnò giovanissimo nella lotta contro il fascismo. Nel 1929 aderì al movimento Giustizia e Libertà, ma se ne staccò presto per costituire e dirigere, con Rodolfo Morandi, il Centro interno socialista a Milano. Arrestato nel 1937 e processato dal Tribunale speciale, Luzzatto fu assolto per insufficienza di prove. Non evitò però di essere mandato al confino.
Tornato libero nel 1942, s'impegnò di nuovo nella lotta antifascista e fu tra i dirigenti del Movimento di Unità Proletaria. Membro della direzione del Partito Socialista Italiano di Unità Proletaria nel 1943, dopo la Liberazione fece parte del Comitato centrale del PSIUP/PSI sino al 1957. Fece parte della Consulta Nazionale.
Entrò come deputato alla Camera nella I legislatura nel 1951 a seguito delle dimissioni di un parlamentare; fu poi rieletto sempre nelle liste del Partito Socialista Italiano nelle successive  legislature (I-II-III-IV) fino al 1963.
Nel 1964, in dissenso con la politica del centro-sinistra decisa dalla maggioranza del PSI, uscì dal partito e partecipò alla fondazione del nuovo Partito Socialista Italiano di Unità Proletaria del quale fu capogruppo alla Camera e nelle cui liste fu rieletto nella V legislatura 1968 quando arrivò ad essere Vice presidente della Camera dei Deputati.
Nel 1972 fu eletto nel Consiglio Superiore della Magistratura.
Morì di ritorno da un viaggio in Corea. Molte delle sue carte sono conservate nell'archivio dell'Istituto Gramsci di Roma.